# Varaz-Bakour Ier d'Ibérie
Varaz-Bakour Ier ou Aspacoures II d’Ibérie (en géorgien : ვარაზ-ბაკურ I) est un roi d’Ibérie de la dynastie des Chosroïdes, ayant régné de 363 à 365 selon la chronologie de Cyrille Toumanoff.

## Biographie
Selon Cyrille Toumanoff le nom géorgien Varaz-Bakour correspond à la transcription « Aspacoures » de l’historien latin Ammien Marcellin.
Il s'agit du roi Bakar, le fils cadet et successeur de Mirvan III d'Ibérie, qui aurait régné 22 ans selon la Chronique géorgienne.
D'après la Chronique géorgienne, Bakar a été otage de l'empereur romain Constantin Ier pendant le règne de son père. Selon Ammien Marcellin, à la suite de l'échec de la Campagne de Julien en Perse, Aspacoures est nommé roi d’Ibérie par le roi sassanide Shapur II, en opposition au souverain chrétien et pro-romain Sauromace II d'Ibérie (son neveu ?), qui aurait succédé au roi Mirvan III d'Ibérie.
Cyrille Toumanoff estime que les événements des années 370-378, attribués par Ammien Marcellin dans son livre XXX, chapitre 2, à ce même Aspacoures, concernent en fait son fils et successeur Mihrdat III d'Ibérie.